# Sympterygia brevicaudata
Cá đuối quạt đuôi ngắn (Sympterygia brevicaudata) là một loài cá trong họ Arhynchobatidae. Nó được tìm thấy ở phía tây Thái Bình Dương ngoài khơi Chile, Ecuador và Peru. Môi trường sống tự nhiên của nó là các vùng biển nông.